# Vingt ans
Pour les articles homonymes, voir Vingt ans (homonymie).
Vingt ans est une chanson de Léo Ferré publiée en 1961 par Barclay en super 45 tours (voir Discographie). Elle est chantée par Ferré dans son récital à l'Alhambra, capté et publié la même année. Il en ira de même pour ses concerts à l'ABC en 1962, au théâtre du Vieux-Colombier en 1964, au théâtre de Bobino en 1965 et 1969, à l'Olympia en 1972, à Lausanne en 1973, au Théâtre Libertaire de Paris en 1988, ces trois dernières prestations donnant à chaque fois lieu à la parution d'albums (parfois posthumes). Elle figure aussi dans l'album compilation Léo Ferré chante en Multiphonie-Stéréo (Barclay, 1965), dans une version réenregistrée en stéréophonie.
Elle est considérée comme un classique du répertoire de son auteur et a été maintes fois reprises.

## Enregistrement

### Production
- Arrangements et direction musicale : Jean-Michel Defaye
- Prise de son : Gerhard Lehner
- Production exécutive : Michel Fernandez

## Reprises
- 1966 : album Catherine Sauvage chante Léo Ferré
- 1983 : album live Pantin 1983 de Julien Clerc
- 1994 : album On a marché sur l'amour de Renée Claude
- 1995 : album Du côté de chez Léo de Mama Béa
- 2003 : album Avec Léo ! par Zebda
- 2010 : album Léo Ferré, l'âge d'or d'Annick Cisaruk et David Venitucci
- 2013 : album de Jean-Félix Lalanne Une voix, une guitare, interprété par Serge Lama
- 2018 : album de Florent Pagny Tout simplement